# Proyecto 43-2
Proyecto 43-2 es una compañía de teatro documental española fundada en 2009.

## Historia
El motor de la compañía es la actriz, dramaturga, productora y directora María San Miguel (Valladolid, 1985). Licenciada en Periodismo y Máster en Humanidades por la Universidad Carlos III de Madrid. En su formación como actriz destacan sus estudios en teatro, movimiento y voz en la escuela de Mar Navarro y Andrés Hernández en Madrid.La andadura de la compañía comienza en el año 2009, cuando María San Miguel decide aplicar su tesina de máster sobre el teatro como herramienta pedagógica y de memoria a un proceso escénico que le permitiese explorar el poder transformador del teatro, aplicado al contexto de la violencia en el País Vasco.
En 2010 se termina de conformar el Proyecto 43-2, donde produce, escribe y actúa. Tras un extenso de vivencia, investigación y creación colectiva, se estrena en 2012, Proyecto 43-2, pieza que da nombre a la compañía y primera parte de la trilogía de teatro documental Rescoldos de paz y violencia sobre la violencia en el País Vasco. El proceso creativo y de investigación de esta trilogía ocupará a la compañía diez años, pasando por La mirada del otro en 2015 y cerrándose en 2017 con el estreno y posterior gira de Viaje al fin de la noche. En estos espectáculos el peso reside fundamentalmente en la palabra, y en el encuentro con el Otro a partir de la identificación emocional que se sitúa por encima de cuestiones políticas y contextos sociales, dando visibilidad a nuevas realidades más allá de los prejuicios y las construcciones sociales.
María San Miguel ha recibido dos veces el Premio de Arte Dramático de la Diputación de Valladolid (2014y 2022. En 2016 fue becada por la Fundación BBVA con una ayuda a investigadores y creadores culturales y por la Fundación SGAE para participar en el V Laboratorio de Escritura Dramática. En noviembre de 2020 la compañía estrenó en el Festival de Otoño I'm a survivor, una pieza documental autobiográfica sobre la muerte en pandemia de su padre en la que comparte escenario con su madre. En abril del 2021 estrenó Y llegar hasta la Luna, su primera coproducción con el Centro Dramático Nacional, donde aborda el sexo, la violencia y la diversidad.El proyecto de esta pieza recibió una de las Beca de Dramaturgias Actuales 2019.THE BIG CRUNCH. Apuntes escénicos sobre un proceso de re-escritura, de 2022, es un espacio de creación en el que "se vuelcan preguntas, imágenes, documentos audiovisuales, partituras corporales y otros modos de representación que engloban algo más allá. Y que está estrechamente relacionado con este proceso de ruptura, frustración y soledad que encarno desde la muerte de mi padre en la esfera íntima y desde el nacimiento de esta nueva normalidad que vivimos como sociedad en la esfera socio-global." A mediados de 2024 la compañía estrena su espectáculo Federico. No hay olvido, ni sueño: carne viva, definido como "una pieza de fantasmas. Un thriller de objetos documentales" en el patio de la Casa-Museo de Federico García Lorca en Valderrubio.
Entre los y las intérpretes habituales de la compañía se encuentran: Aurora Herrero, Patricia Estremera, Esther Isla, Alfonso Mendiguchía y Pablo Rodríguez. Alba Muñoz ha colaborado en varios montajes como intérprete, ayudante de dirección y documentalista.

## La compañía
Proyecto 43-2 es una compañía de teatro documental con tres líneas de trabajo: la artística, basada en la investigación y búsqueda de un lenguaje propio a través de un riguroso proceso documental y una puesta en escena que nace de la elaboración de dramaturgias propias; la pedagógica, compuesta por varias actividades destinadas a jóvenes, adultos y colectivos especiales en las que utiliza la herramienta teatral como elemento de transformación del conflicto y encuentro con el Otro, basándose en la deslegitimación de la violencia y el fomento de la cultura de paz e igualdad; y la documental audiovisual que reúne en formato audiovisual videográfico nuestros trabajos de investigación y los procesos de entrevistas que son motor de los montajes de la compañía. En sí mismo, este material audiovisual toma una forma artística que acerca al gran público realidades diversas y el paso de la compañía por espacios no convencionales donde el teatro ha llegado para transformar. Las propuestas escénicas se caracterizan por el cuidado estético y el trabajo actoral físico que da soporte a espectáculos en los que el peso reside en la palabra. El riguroso trabajo documental, base de sus procesos creativos, permite mostrar espectáculos que viajan de lo concreto a lo universal en donde se supera la dicotomía de buenos y malos y se pone foco en las personas disidentes de sus propios grupos, practicando así una ruptura respecto a las narrativas dominantes.
Dentro de su compromiso político, social y pedagógico, la compañía también establece una línea de actividades paralelas en las que el componente humano se sitúa en el centro de la esfera política dando visibilidad a nuevas realidades complejas y motores de transformación. Su trabajo presenta al ser humano más allá de la política y de las construcciones sociales, y sus espectáculos generan una provocación en el público que, en la mayoría de las ocasiones, se sorprende al descubrir que ha empatizado con un personaje con el que no esperaba empatizar. Para fomentar el encuentro y la identificación emocional con el diferente, la compañía realiza: talleres de teatro para jóvenes desde los 14 años; talleres de teatro para profesionales de las artes escénicas o personas en vías de serlo; talleres de teatro para profesionales de distinta índole como jueces, fiscales, mediadores, periodistas, etc.; talleres de teatro para adultos de diferentes características y colectivos especiales y singulares; talleres de investigación teatral corporal con personas con diversidad; conferencias, ponencias y charlas sobre el teatro documental y sus trabajos en castellano, inglés o francés.

## Estrenos
- Rescoldos de paz y violencia (2009-2019)[14][15][2]:[16][17]
  - Proyecto 43-2 (2012)[18][19]
  - La mirada del otro (2015)[20][21]
  - Viaje al fin de la noche (2017)[22][23][24]
- I'm a survivor (2020)[7][25][26][27]
- Y llegar hasta la luna (2021)[28][8][29][30]
- THE BIG CRUNCH. Apuntes sobre un proceso de (re)escritura (2022)[31][32][1]
- Federico. No hay olvido, ni sueño: carne viva (2024)[10][33]

## Premios y nominaciones
- Premio por el Compromiso Cultural de la Fundación Ciudadanía Joven Tomás Meabe de las Juventudes Socialistas de España (2012)[34]
- Premio-Beca de Arte Dramático de la Diputación de Valladolid (2014)[35]
- Premio-Beca de Creación Cultural de la Fundación BBVA (2016): María San Miguel[5][24]
- Beca para el V Laboratorio Escritura Dramática Fundación SGAE (2017): María San Miguel[6]
- Premio Colectivo Oroimen Hegoak 2019 de las Juventudes Socialistas de Euskadi por la trilogía Rescoldos de paz y violencia[36]
- Beca de Dramaturgias Actuales 2019 del Instituto Nacional de las Artes Escénicas y de la Música (INAEM) y la Muestra de Teatro de Autores Contemporáneos de Alicante (MUTESAC): María San Miguel[9]
- XXII Premios Max de las Artes Escénicas (2018-2019)[37][38]
  - Finalista a mejor espectáculo revelación: Viaje al fin de la noche
  - Candidata a mejor autoría revelación: María San Miguel
- Selección en la convocatoria ¡Enrédate! del Centro Dramático Nacional (CDN) del proyecto Y llegar hasta la luna (2019)[39][40]
- Beca para la V edición del programa de Artistas en Residencia de la Fundación Municipal de Cultura de Valladolid dentro del programa europeo CreArt (2022): María San Miguel[41][42]